# Устинов, Александр Иванович
Алекса́ндр Ива́нович Усти́нов (род. 7 декабря 1976, с. Паутово, Петропавловский район, Алтайский край, РСФСР) — российский боксёр-профессионал, выступающий в тяжёлой весовой категории. Ранее также выступавший в кикбоксинге (2001—2007) и смешанных единоборствах (2002—2007). Выступающий за Беларусь и Россию. Мастер спорта по боксу и кикбоксингу.

## Биография
В школе Устинов занимался футболом, хоккеем и настольным теннисом.
После службы в погранвойсках (на Дальнем Востоке), пошёл на службу в ОМОН, где проработал с 1997 по 2001 год. Принял участие во второй чеченской войне и был представлен к двум государственным наградам: медали «За заслуги перед Отечеством» 2-й степени и ордену Мужества.
По долгу службы Устинов оказался в Новосибирске, где познакомился с тренером Владимиром Задираном, бывшим чемпионом мира по кикбоксингу среди профессиналов и одним из основоположников белорусской школы кикбоксинга и тайского бокса, и вскоре стал тренироваться под его руководством.
Интересный факт из биографии Александра — перед боями он читает книги. Помимо профессионального спорта увлекается водным поло.

## Кикбоксинг
В мире ударных единоборств имел прозвище «Великий». В 2003 году после победы на этапе гран-при K-1 в Москве тремя последовательными нокаутами Александр Устинов заработал право выступления на турнире в Париже. В четвертьфинале он победил техническим нокаутом во втором раунде француза Грегори Тони. В полуфинале он встретился со своим спарринг-партнёром Алексеем Игнашовым, которому проиграл решением судей.
О том бое Устинов сказал:
С Лешей Игнашовым поддерживаю очень хорошие отношения. Но все равно — ринг есть ринг. Однажды в 2003 году на турнире К–1 в Париже менеджер свел нас уже во втором круге. Он мог сделать так, чтобы мы встретились в финале, но решил подстраховаться. Говорит: «Вы ведь белорусы — договоритесь!» Тогда Игнашов на подъеме был, звезда К–1, и весь этот турнир, по большому счету, был построен исключительно ради него. А я говорю: «Я ни с кем договариваться и бой «сливать» не буду». И дрался в полную силу. Проиграл, правда, но «на тоненького». А все остальные бои Леша тогда нокаутом закончил — силен был очень. Кстати, на наши отношения моя неуступчивость никоим образом не повлияла, да и сам Игнашов даже на пике своей карьеры избежал «звездняка».
В декабре 2003 года Устинов продолжил успешные выступления, одержав победу на испанском этапе гран-при K-1 в Барселоне.
7 августа 2004 года Александр Устинов был приглашён для участия в турнире K-1 World GP 2004 Battle of Bellagio II. Он одержал победу решением судей над южноафриканцем Яном Нортье (Jan Nortje), однако из-за полученного глубокого рассечения голени был вынужден сняться с турнира и был заменён американцем Скоттом Лайти (Scott Lighty).
В 2005 году он одержал победы ещё в двух турнирах K-1: в Милане и бельгийском Ломмеле (Lommel).
После победы в турнире K-1 в Париже в 2006 году Устинов принял участие в словацком. Его первым соперником стал швейцарец Бьорн Бреги (Bjorn Bregy). В первом раунде Бреги ударил Устинова коленом в пах, и последний не смог продолжить бой за отведённое время. Бреги был объявлен победителем, однако вскоре бой был признан несостоявшимся.
В начале двухтысячных тренировался в белорусском зале муай-тай «Чинук» под руководством Андрея Гридина.
По словам Устинова, его продвижению в K-1 мешали разногласия с промоутерами, поэтому он принял решение перейти в профессиональный бокс:
В К-1 в последнее время я выиграл девять европейских турниров, но не складывались отношения с нашим бельгийским менеджером. Мы стремились выиграть все возможные титулы в К-1, оставалось попасть на Гран-при в Японию, но нам стали вставлять палки в колеса. Поэтому альтернативное предложение от компании братьев Кличко К2 East Promotions оказалось кстати.

## MMA
В смешанных единоборствах Александр Устинов провёл 8 боёв, 7 из которых он выиграл. Первые шесть поединков были на неофициальных турнирах, и не вошли в главный зачёт. Официально в профессиональных боях ММА, Устинов провёл два поединка — одна победа и одно поражение.

## Бокс

### Любительская карьера
На любительском ринге Устинов провёл менее 20 поединков, однако сумел стать мастером спорта по боксу, выиграл Кубок Беларуси, а на чемпионате республики завоевал серебряную медаль.

### Профессиональная карьера
Он дебютировал в профессиональном боксе 13 мая 2005 года в Минске, во втором раунде нокаутировав Андрея Цуканова. В следующем бою победил нокаутом в шестом раунде Олега Романова.
После этого в течение полутора лет Устинов выступал в K-1, и на боксёрский ринг вернулся в октябре 2006 года. Вскоре он подписал контракт с промоутерской организацией братьев Кличко K2, а также стал спарринг-партнёром Виталия.
Под эгидой «К2 East Promotions» Устинов встретился на арене Медисон-сквер-гарден с американским боксёром Эрлом Ладсоном в андеркарте поединка Владимира Кличко против Султана Ибрагимова и уверенно победил техническим нокаутом.
17 мая 2008 года Устинов встретился с непобедимым до этого российским боксёром Рудольфом Абрамяном (10 побед из 10 боёв, 9 нокаутом). Устинов одержал победу решением судей.
12 июля 2008 года в андеркарте поединка Владимира Кличко против Тони Томпсона Устинов встречался с немцом Ганс-Йоргом Бласко и одержал победу нокаутом во втором раунде.
12 октября 2008 года Устинов впервые встретился с противником, превосходящим его в росте. Им стал американец Джулиус Лонг. Устинов одержал победу нокаутом в первом раунде.
26 февраля 2009 года в киевском Дворце спорта Александр встретился с непобеждённым до того украинцем Максимом Педюрой (11 побед, 10 нокаутом) за вакантный титул чемпиона Европы в тяжёлом весе по версии EBA. По совету доктора в пятом раунде рефери принял решение прекратить поединок вследствие сильного кровотечения из носа украинца, которое не удавалось остановить. Устинову была присуждена победа техническим нокаутом и вручен чемпионский титул.

#### Претендентский бой с Кубратом Пулевым
29 сентября 2012 года состоялся бой Александра с болгарином Кубратом Пулевым за первую строчку рейтинга IBF. Первая половина боя прошла под полным контролем Кубрата, без особо ярких атак. После первых шести раундов у Устинова начала развиваться гематома над правым глазом. Пулев контролировал поединок джебом, который почти всегда проходил, время от времени пробивая правые и левые кроссы. В 7-м раунде Устинов сумел донести точный правый боковой удар, но Пулев тут же ответил. В 11-м раунде после очередных ударов Кубрата Александр опустился на одно колено и не встал на счёт 10. Кубрат победил нокаутом[11][12]. Примечательно, что форма этого нокаута была абсолютно такой же как с его предыдущим соперником: Александр Дмитренко так же был повержен в 11-м раунде, став на одно колено и решив не продолжать поединок.

#### 2013—2015
В состоявшемся 16 ноября 2013 года поединке с бывшим претендентом на чемпионское звание в супертяжёлом весе Дэвидом Туа, Александр Устинов победил единогласным решением судей и занял шестое место в рейтинге IBF.
С 2014 году выступает за промоутерскую компанию Владимира Хрюнова.
11 декабря 2014 года, после более чем годовалого перерыва, Александр в восьмираундовом бою, единогласным решением судей 80-72, одержал уверенную победу над новозеландцем Чонси Веливером. Александр вышел под двумя флагами — российским и белорусским, хотя последние несколько боёв он провёл под белорусским флагом. На международном сайте статистики BoxRec снова стал числиться россиянином.
11 июля 2015 победил Трэвис Уокер (39-13-1)
10 октября 2015	победил Морис Харрис (26-19-3)	и завоевал вакантный титул чемпиона по версии WBA International в тяжёлом весе
12 декабря 2015	победил Константин Айрих
19 мая 2017	победил Рафаэль Зумбано Лове

#### Чемпионский бой с Мануэлем Чарром
В середине 2016 года Всемирная боксерская ассоциация назначила Александра Устинова обязательным претендентом на бой за титул временного чемпиона мира по версии WBA в супертяжелом весе, которым тогда владел кубинец Луис Ортис. Но переговоры между командами Устинова и Ортиса зашли в тупик, и Ортис категорически отказался выходить на ринг с обязательным претендентом Устиновым, в результате чего 1 ноября 2016 года был лишён титула временного чемпиона мира по версии WBA в супертяжелом весе.. По словам промоутера Владимира Хрюнова, Александр Устинов оставил за собой право на проведение чемпионского боя и обязательно оспорит титул временного чемпиона WBA.
5 января 2017 года стало известно, что Всемирная боксерская ассоциация постановила что бой за титул регулярного чемпиона мира по версии WBA в супертяжёлом весе должен состояться до мая 2017 года между Шенноном Бриггсом и Фресом Окендо, а затем чемпион должен будет провести обязательную защиту титула против Александра Устинова, однако Бриггс провалил допинг тест и был дисквалифицирован на 6 месяцев, после чего Устинов стал претендентом для Окендо.
25 ноября 2017 года в немецком Оберхаузене на арене Кёниг-Пилснер Александр Устинов сразился за вакантный титул «регулярного» чемпиона WBA с немцем сирийского происхождения Мануэлем Чарром. Встреча спортсменов состоялась в рамках турнира, запланированного на 25 ноября на арене Кениг-Пилснер в Оберхаузене. Изначально за вакантный титул WBA должны были биться американец Шеннон Бриггс и пуэрториканец Фрес Окендо. Однако их встреча была отменена из-за проваленного Бриггсом допинг-теста. Устинов проиграл единогласным решением судей со счётом: 111—115, 111—116, 112—116 побывав в нокдауне в восьмом раунде.

## Титулы
- Чемпион в тяжёлом весе по версии EBA (European Boxing Association)
- 2006 Чемпион мира по версии WFCA в супертяжёлом весе
- 2006 Чемпион мира среди любителей по версии IFMA
- Победитель K-1 Fighting Network 2006 in Marseilles
- Победитель K-1 Italy 2005 Oktagon
- 2004 Чемпион Европы по тайскому боксу по версии WKN
- Победитель K-1 Poland 2004
- 2003 Победитель WKBF Golden Panther Cup в категории (+91 кг.)
- Победитель K-1 Spain Grand Prix 2003 in Barcelona
- Победитель K-1 World Grand Prix 2003 Preliminary Moscow
- 2003 Чемпион мира среди любителей по тайскому боксу по версии IAMTF

## Статистика боёв

### В профессиональном боксе
В таблице перечислены результаты всех поединков боксёров.
В каждой строке указан результат поединка. Дополнительно номер поединка обозначен цветом, который обозначает итог поединка. Расшифровка обозначений и цветов представлена в нижеследующей таблице.
| Пример | Расшифровка                     |
| ------ | ------------------------------- |
|        | Победа                          |
|        | Ничья                           |
|        | Поражение                       |
|        | Планируемый поединок            |
|        | Поединок признан несостоявшимся |
| КО     | Нокаут                          |
| ТКО    | Технический нокаут              |
| PTS    | Решение судей (по очкам)        |
| UD     | Единогласное решение судей      |
| MD     | Решение большинства судей       |
| SD     | Раздельное решение судей        |
| RTD    | Отказ от продолжения боя        |
| DQ     | Дисквалификация                 |
| NC     | Поединок признан несостоявшимся |

| 43 поединка, 36 побед (27 нокаутом), 1 ничья, 6 поражений. | 43 поединка, 36 побед (27 нокаутом), 1 ничья, 6 поражений. | 43 поединка, 36 побед (27 нокаутом), 1 ничья, 6 поражений. | 43 поединка, 36 побед (27 нокаутом), 1 ничья, 6 поражений. | 43 поединка, 36 побед (27 нокаутом), 1 ничья, 6 поражений. | 43 поединка, 36 побед (27 нокаутом), 1 ничья, 6 поражений. | 43 поединка, 36 побед (27 нокаутом), 1 ничья, 6 поражений.                                                                                 | 43 поединка, 36 побед (27 нокаутом), 1 ничья, 6 поражений. |
| Бой                                                        | Рекорд                                                     | Дата боя                                                   | Соперник                                                   | Место проведения боя                                       | Раундов, время                                             | Дополнительно |                                                            |
| ---------------------------------------------------------- | ---------------------------------------------------------- | ---------------------------------------------------------- | ---------------------------------------------------------- | ---------------------------------------------------------- | ---------------------------------------------------------- | --- | ---------------------------------------------------------- |
| 43                                                         | 36-6-1                                                     | 18 декабря 2021                                            | Иван Дычко (10-0)                                          | Нур-Султан, Казахстан                                      | TKO 1 (10), 2:40                                           | |                                                            |
| 42                                                         | 36-5-1                                                     | 10 сентября 2021                                           | Владислав Сиренко (17-0)                                   | Ролан Гаррос, Париж, Франция                               | KO 1 (10)                                                  | Бой за титул чемпиона Азии по версии WBC Asia в тяжёлом весе.                                                                              |                                                            |
| 41                                                         | 36-4-1                                                     | 6 марта 2021                                               | Террелл Джамал Вудс (24-47-8)                              | InterContinental Miami, Майами, Флорида, США               | SD 6 (6)                                                   | Счёт: 57-55, 56-56, 55-57. |                                                            |
| 40                                                         | 36-4                                                       | 26 июля 2020                                               | Торнике Пуричамиашвили (9-13)                              | DiaMond, Минск, Беларусь                                   | RTD 2 (10), 3:00                                           | Завоевал временный титул чемпиона по версии WBA Asia в тяжёлом весе.                                                                       |                                                            |
| 39                                                         | 35-4                                                       | 24 июля 2019                                               | Александр Нестеренко (9-11)                                | Корстон Клуб, Москва, Россия                               | KO 1 (10), 2:26                                            | |                                                            |
| 38                                                         | 34-4                                                       | 18 мая 2019                                                | Джозеф Джойс (8-0)                                         | Стадион Ламекс, Стивенидж, Хартфордшир, Великобритания     | TKO 3 (10), 1:55                                           | |                                                            |
| 37                                                         | 34-3                                                       | 24 ноября 2018                                             | Майкл Хантер (15-1)                                        | Монте-Карло, Монако                                        | TKO 9 (12), 1:52                                           | Бой за вакантный титула чемпиона по версии WBA International в тяжёлом весе.                                                               |                                                            |
| 36                                                         | 34-2                                                       | 25 ноября 2017                                             | Мануэль Чарр (30-4)                                        | Оберхаузен, Германия                                       | UD 12 (12)                                                 | Счёт судей: 112-115, 111-115, 111-116. Устинов в нокдауне в 8-м раунде. Бой за вакантный титул чемпиона мира по версии WBA в тяжёлом весе. |                                                            |
| 35                                                         | 34-1                                                       | 19 мая 2017                                                | Рафаэл Зумбану (39-14-1)                                   | Болтон, Ланкашир, Великобритания                           | TKO 1 (10), 2:06                                           | |                                                            |
| 34                                                         | 33-1                                                       | 12 декабря 2015                                            | Константин Айрих (22-14-2)                                 | ВТБ Арена, Москва, Россия                                  | KO 5 (10), 2:59                                            | |                                                            |
| 33                                                         | 32-1                                                       | 10 октября 2015                                            | Морис Харрис (26-19-3)                                     | El Poliedro, Каракас, Венесуэла                            | KO 1 (10), 1:05                                            | Завоевал вакантный титул чемпиона по версии WBA International в тяжёлом весе.                                                              |                                                            |
| 32                                                         | 31-1                                                       | 11 июля 2015                                               | Трэвис Уокер (39-13-1)                                     | Velodrome, Манчестер, Великобритания                       | TKO 2 (10), 1:36                                           | |                                                            |
| 31                                                         | 30-1                                                       | 11 декабря 2014                                            | Чонси Уэлливер (55-9-5)                                    | Дворец Спорта в Крылатском, Москва, Россия                 | UD 8 (8)                                                   | |                                                            |
| 30                                                         | 29-1                                                       | 16 ноября 2013                                             | Дэвид Туа (52-4-2)                                         | Claudelands Arena, Гамильтон, Новая Зеландия               | UD 12 (12)                                                 | Завоевал вакантный титул чемпиона по версии WBA Pan African в тяжёлом весе.                                                                |                                                            |
| 29                                                         | 28-1                                                       | 20 апреля 2013                                             | Ивица Перкович (19-19)                                     | Дворец спорта, Харьков, Украина                            | UD 8 (8)                                                   | |                                                            |
| 28                                                         | 27-1                                                       | 29 сентября 2012                                           | Кубрат Пулев (16-0)                                        | Спортхолл, Гамбург, Германия                               | KO 11 (12), 1:28                                           | Бой за титулы чемпиона по версии IBF International и чемпиона Европы по версии EBU в тяжёлом весе.                                         |                                                            |
| 27                                                         | 27-0                                                       | 26 апреля 2012                                             | Джейсон Гаверн (21-9-4)                                    | Дворец спорта, Харьков, Украина                            | KO 7 (12), 2:26                                            | Завоевал вакантный титул чемпиона по версии IBO Inter-Continental в тяжёлом весе.                                                          |                                                            |
| 26                                                         | 26-0                                                       | 3 марта 2012                                               | Кертсон Мэнсуэлл (23-4)                                    | Эсприт Арена, Дюссельдорф, Германия                        | TKO 3 (8), 2:18                                            | |                                                            |
| 25                                                         | 25-0                                                       | 22 октября 2011                                            | Денис Бахтов (33-6)                                        | Дворец спорта «Будивельник», Черкассы, Украина             | UD 12 (12)                                                 | Защитил титул чемпиона European Boxing Association (extinct) в тяжёлом весе.                                                               |                                                            |
| 24                                                         | 24-0                                                       | 30 июля 2011                                               | Акмал Асланов (11-4-1)                                     | Дворец спорта, Одесса, Украина                             | TKO 2 (8), 1:57                                            | |                                                            |
| 23                                                         | 23-0                                                       | 28 мая 2011                                                | Гуидо Сантана (11-3-2)                                     | Концерт-холл «Кобзов», Киев, Украина                       | TKO 1 (8), 1:08                                            | |                                                            |
| 22                                                         | 22-0                                                       | 16 октября 2010                                            | Озкан Четинкая (18-7-1)                                    | O2 World Hamburg, Гамбург, Германия                        | TKO 2 (8), 1:15                                            | |                                                            |
| 21                                                         | 21-0                                                       | 26 июня 2010                                               | Паоло Видоц (26-8)                                         | Дворец спорта, Одесса, Украина                             | UD 12 (12)                                                 | Защитил титул чемпиона European Boxing Association (extinct) в тяжёлом весе.                                                               |                                                            |
| 20                                                         | 20-0                                                       | 20 марта 2010                                              | Эд Махоун (24-9-2)                                         | Эсприт Арена, Дюссельдорф, Германия                        | TKO 4 (8), 0:30                                            | |                                                            |
| 19                                                         | 19-0                                                       | 12 декабря 2009                                            | Монте Барретт (34-8)                                       | PostFinance Arena, Берн, Швейцария                         | UD 12 (12)                                                 | Завоевал вакантный титул чемпиона по версии WBA International в тяжёлом весе.                                                              |                                                            |
| 18                                                         | 18-0                                                       | 21 октября 2009                                            | Андрей Киндрич (3-7)                                       | Дворец спорта, Киев, Украина                               | TKO 3 (8), 1:15                                            | |                                                            |
| 17                                                         | 17-0                                                       | 15 августа 2009                                            | Талгат Досанов (13-11-1)                                   | «Динамо», Грозный, Чечня, Россия                           | TKO 4 (8), 2:55                                            | |                                                            |
| 16                                                         | 16-0                                                       | 20 июня 2009                                               | Майкл Спротт (31-13)                                       | Фельтинс-Арена, Гельзенкирхен, Германия                    | UD 10 (10)                                                 | |                                                            |
| 15                                                         | 15-0                                                       | 21 марта 2009                                              | Байрон Полли (23-8-1)                                      | Hanns-Martin-Schleyer Halle, Штутгарт, Германия            | KO 2 (8), 1:27                                             | |                                                            |
| 14                                                         | 14-0                                                       | 26 февраля 2009                                            | Максим Педюра (12-0)                                       | Дворец спорта, Киев, Украина                               | TKO 5 (12), 1:56                                           | Завоевал вакантный титул чемпиона European Boxing Association (extinct) в тяжёлом весе.                                                    |                                                            |
| 13                                                         | 13-0                                                       | 11 октября 2008                                            | Джулиус Лонг (15-9)                                        | Мерседес-Бенц-Арена, Берлин, Германия                      | KO 1 (8), 2:50                                             | |                                                            |
| 12                                                         | 12-0                                                       | 22 августа 2008                                            | Даниел Биспу (20-10)                                       | Пекин, Китай                                               | KO 2 (8)                                                   | |                                                            |
| 11                                                         | 11-0                                                       | 12 июля 2008                                               | Ханс-Иорг Бласко (4-0)                                     | Color Line Arena, Гамбург, Германия                        | KO 2 (8), 2:59                                             | |                                                            |
| 10                                                         | 10-0                                                       | 17 мая 2008                                                | Рудольф Абрамян (11-0)                                     | Дворец спорта «Локомотив», Харьков, Украина                | UD 8 (8)                                                   | |                                                            |
| 9                                                          | 9-0                                                        | 19 апреля 2008                                             | Седрик Филдс (22-36-2)                                     | Дворец спорта, Киев, Украина                               | UD 8 (8)                                                   | |                                                            |
| 8                                                          | 8-0                                                        | 23 февраля 2008                                            | Ирл Лэдсон (13-17-1)                                       | Медисон-сквер-гарден, Нью-Йорк, США                        | TKO 1 (4), 1:59                                            | |                                                            |
| 7                                                          | 7-0                                                        | 6 июля 2007                                                | Виталий Шкраба (14-12)                                     | Arena Gym, Гамбург, Германия                               | TKO 1 (10)                                                 | Завоевал вакантный титул чемпиона German International в тяжёлом весе.                                                                     |                                                            |
| 6                                                          | 6-0                                                        | 24 марта 2007                                              | Александр Милейко (7-6)                                    | Sporthalle, Гамбург, Германия                              | TKO 5 (6)                                                  | |                                                            |
| 5                                                          | 5-0                                                        | 10 февраля 2007                                            | Эргин Солмаз (3-12-2)                                      | Отель «Elysee», Гамбург, Германия                          | TKO 2 (6), 0:53                                            | |                                                            |
| 4                                                          | 4-0                                                        | 25 декабря 2006                                            | Валерий Мейерсон (4-9-1)                                   | Клуб «Реактор», Минск, Беларусь                            | TKO 1 (6), 2:30                                            | |                                                            |
| 3                                                          | 3-0                                                        | 17 октября 2006                                            | Ричард Рачкевич (debut)                                    | Отель «Pyramida», Прага, Чехия                             | TKO 3 (4), 2:26                                            | |                                                            |
| 2                                                          | 2-0                                                        | 20 мая 2005                                                | Олег Романов (0-2)                                         | Мебельный-3, Минск, Беларусь                               | TKO 6 (8)                                                  | |                                                            |
| 1                                                          | 1-0                                                        | 13 мая 2005                                                | Олег Цуканов (4-8)                                         | Мебельный-3, Минск, Беларусь                               | TKO 2 (6)                                                  | |                                                            |
| Бой                                                        | Рекорд                                                     | Дата боя                                                   | Соперник                                                   | Место проведения боя                                       | Раундов, время                                             | Дополнительно |                                                            |